# Triasulfuron
Triasulfuron ist eine chemische Verbindung aus der Gruppe der Sulfonylharnstoffe, welche 1985 von Ciba-Geigy eingeführt wurde.

## Gewinnung und Darstellung
Triasulfuron kann durch mehrstufige Reaktion ausgehend von o-Aminophenol dargestellt werden. Dieses reagiert mit Natriumnitrit zum Diazoniumsalz, welches weiter mit Schwefeldioxid unter Anwesenheit von Kupfer(I)-chlorid, mit Ammoniumhydroxid, 2-Chlorethyl-p-toluolsulfonat und Phosgen reagiert. Mit 2-Amino-4-methoxy-6-methyl-1,3,5-triazin entsteht nun das Endprodukt.

## Verwendung
Triasulfuron wird als selektives Nachauflauf-Herbizid im Getreideanbau verwendet. Die Wirkung basiert auf Hemmung der Acetolactat-Synthase. 

## Zulassung
Die Zulassung von Pflanzenschutzmitteln mit diesem Wirkstoff wurde in Deutschland zum 30. September 2016 widerrufen. Nach dem Widerruf galt eine Abverkaufsfrist für Lagerbestände bis zum 30. März 2017 und eine Aufbrauchfrist bis zum 30. September 2017.
Auch in den anderen Staaten der EU und der Schweiz besteht keine Zulassung für Pflanzenschutzmittel mit diesem Wirkstoff.